# Bobby Charlton
Sir Robert „Bobby” Charlton (Ashington, Durham grófság, 1937. október 11. – 2023. október 21.) világbajnok angol labdarúgó, edző. A Brit Birodalom Rendje parancsnoki fokozatának (CBE) birtokosa. 

## Pályafutása

### Klubcsapatban
Futballista családba született. Ő is ama játékosok közé sorolható, akiket egyetlen klubbal köthetünk össze, ami az ő esetében a Manchester United. Egy iskolák közti mérkőzésen fedezte fel Joe Armstrong, a United megfigyelője 1953-ban, és még abban az évben aláírta első szerződését. 
1956. október 6-án a Charlton Athletic elleni bajnokin mutatkozott be a felnőttcsapatban. Elmondása szerint, a mérkőzés előtt Matt Busby megkérdezte, minden rendben van-e, mire ő felmutatta jobb hüvelykujját, jelezve, hogy igen. Olyannyira, hogy mindjárt két góllal debütált. Eleinte sorkatonai szolgálata és a konkurencia miatt nem fért be a kezdőcsapatba, alapembernek 1958 januárjától számított – igaz, addigra már bajnoknak vallhatta magát. A csatársor szélén és közepén is nagyszerű teljesítményre volt képes, egy alkalommal, az Aston Villa elleni vesztes FA kupa-döntőn, amikor Ray Wood kapus megsérült, Busby majdnem őt állította a kapuba (végül Jackie Blanchflowerre esett a választás).

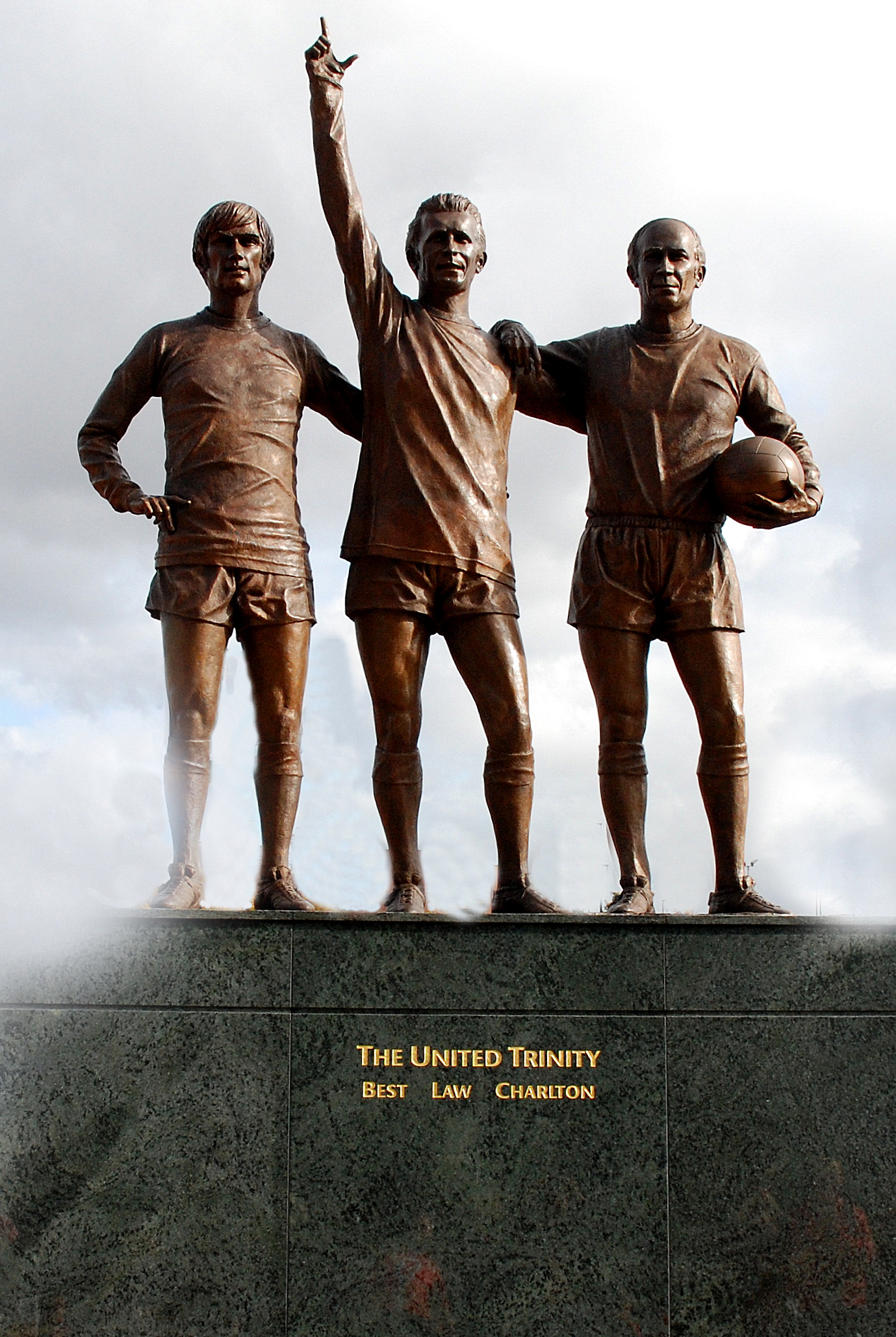
United Trinity, a „Szentháromság”: a három aranylabdás (balról) George Best, Denis Law, és Bobby Charlton közös szobra az Old Traffordon

Hihetetlen népszerűségnek örvendett – úgy beszélik, a hatvanas években minden külföldi iskolás legalább két szót tudott angolul: „Bobby” és „Charlton”. Nem tudni ennek mennyi a valóságalapja, nagyságát viszont jól jellemzi.
Élete tragédiája még előtte állt. 1958. február 6-án, a Crvena zvezda elleni BEK-meccsről hazafelé tartó csapat repülőgépét Münchenben szerencsétlenség érte. Nyolc labdarúgó életét vesztette, és ha felszállás előtt Charlton, valamint padtársa, Dennis Viollet nem cserélnek helyet Tommy Taylorral és David Peggel, akkor őket is siratta volna Anglia. Charlton a tragédia után elkomorodott, és minden mérkőzésen elhunyt barátai emléke előtt akart tisztelegni. 
További két bajnoki címmel, kupagyőzelemmel, az angol labdarúgás első BEK-trófeájával, első Aranylabdájával, és az év játékosa díjjal tette ezt meg. Az 1968-as évben nagyszerű triót alkotott Denis Law-val, és George Besttel. A BEK-döntő hosszabbításában két gólt lőtt, csapata jórészt neki köszönhette győzelmét. Az ünneplésből egy angol hiányzott csak, a müncheni áldozatokat sirató Charlton.
1973-ig viselte a Manchester United mezét, melyet 757 alkalommal húzhatott magára, és ezalatt 249 gólt szerzett. E rekordot csak Ryan Giggs döntötte meg 2013-ban. Pályafutása befejezése előtt a Preston játékos-menedzsere, majd visszavonulása után a Wigan Athletic és a Manchester United igazgatója volt. 
1994-ben II. Erzsébet brit királynő lovaggá ütötte, 2002 óta pedig az angol labdarúgó hírességek csarnokának tagja. Nyári futballiskolát működtetett, többek közt David Beckham is nyert ott díjat. Utolsó napjaiig a Manchester United utazó nagykövete volt.

### A válogatottban
1958-ban mutatkozott be a válogatottban, jobbösszekötő, balszélső, majd hátravont középcsatár volt. 1966-ban a világbajnok nemzeti csapat tagjaként, főként a tornán nyújtott teljesítményéért kapta meg év végén az Aranylabdát. 1970-ben szerepelt utoljára a válogatottban, 106 mérkőzésen 49 gólt lőtt, ez sokáig rekordnak számított. Wayne Rooney döntötte meg 2015-ben, amikor címeres mezben meglőtte az 50. gólját.

### Edzőként
- 1973–75-ben játékos-menedzser volt a Prestonnál, 1975-ben a Manchester United igazgatójának választották.

## Sikerei, díjai
- Aranylabda (1966)
- 1994-ben Erzsébet királynő lovaggá ütötte

 Anglia
- Világbajnokság
  - aranyérmes: 1966, Anglia
- Európa-bajnokság
  - bronzérmes: 1968, Olaszország

 Manchester United
- Angol bajnokság (First Division)
  - bajnok (3): 1956–57, 1964–65, 1966–67
- Angol kupa (FA Cup)
  - győztes: 1963
- Angol szuperkupa (FA Charity Shield)
  - győztes (4): 1956, 1957, 1965, 1967
- Bajnokcsapatok Európa-kupája (BEK)
  - győztes: 1967–68
- Interkontinentális kupa
  - döntős: 1968

## Pályafutása statisztikái
| Klub              | Szezon   | League of Ireland     | League of Ireland     | FAI Cup | FAI Cup | League of Ireland Cup | League of Ireland Cup | —      | —      | Összesen | Összesen |
| Klub              | Szezon   | Mérk                  | Gól                   | Mérk    | Gól     | Mérk                  | Gól                   | Mérk   | Gól    | Mérk     | Gól      |
| ----------------- | -------- | --------------------- | --------------------- | ------- | ------- | --------------------- | --------------------- | ------ | ------ | -------- | -------- |
| Waterford United  | 1975     | 31                    | 18                    | —       | —       | —                     | —                     | —      | —      | 31       | 18       |
| Waterford United  | Összesen | 31                    | 18                    | —       | —       | —                     | —                     | —      | —      | 31       | 18       |
| Klub              | Szezon   | Second Division       | Second Division       | FA-kupa | FA-kupa | Ligakupa              | Ligakupa              | —      | —      | Összesen | Összesen |
| Klub              | Szezon   | Mérk                  | Gól                   | Mérk    | Gól     | Mérk                  | Gól                   | Mérk   | Gól    | Mérk     | Gól      |
| Preston North End | 1973–74  | 38                    | 8                     | —       | —       | —                     | —                     | —      | —      | 38       | 8        |
| Preston North End | Összesen | 38                    | 8                     | —       | —       | —                     | —                     | —      | —      | 38       | 8        |
| Klub              | Szezon   | League First Division | League First Division | FA-kupa | FA-kupa | Ligakupa              | Ligakupa              | Európa | Európa | Összesen | Összesen |
| Klub              | Szezon   | Mérk                  | Gól                   | Mérk    | Gól     | Mérk                  | Gól                   | Mérk   | Gól    | Mérk     | Gól      |
| Manchester United | 1972–73  | 34                    | 6                     | —       | —       | —                     | —                     | —      | —      | 34       | 6        |
| Manchester United | 1971–72  | 40                    | 8                     | —       | —       | —                     | —                     | —      | —      | 40       | 8        |
| Manchester United | 1970–71  | 42                    | 5                     | —       | —       | —                     | —                     | —      | —      | 42       | 5        |
| Manchester United | 1969–70  | 40                    | 12                    | —       | —       | —                     | —                     | —      | —      | 40       | 12       |
| Manchester United | 1968–69  | 32                    | 5                     | —       | —       | —                     | —                     | —      | —      | 32       | 5        |
| Manchester United | 1967–68  | 41                    | 15                    | —       | —       | —                     | —                     | —      | —      | 41       | 15       |
| Manchester United | 1966–67  | 41                    | 12                    | —       | —       | —                     | —                     | —      | —      | 41       | 12       |
| Manchester United | 1965–66  | 38                    | 16                    | —       | —       | —                     | —                     | —      | —      | 38       | 16       |
| Manchester United | 1964–65  | 41                    | 10                    | —       | —       | —                     | —                     | —      | —      | 41       | 10       |
| Manchester United | 1963–64  | 40                    | 9                     | —       | —       | —                     | —                     | —      | —      | 40       | 9        |
| Manchester United | 1962–63  | 28                    | 7                     | —       | —       | —                     | —                     | —      | —      | 28       | 7        |
| Manchester United | 1961–62  | 37                    | 8                     | —       | —       | —                     | —                     | —      | —      | 37       | 8        |
| Manchester United | 1960–61  | 39                    | 21                    | —       | —       | —                     | —                     | —      | —      | 39       | 21       |
| Manchester United | 1959–60  | 37                    | 18                    | —       | —       | —                     | —                     | —      | —      | 37       | 18       |
| Manchester United | 1958–59  | 38                    | 29                    | —       | —       | —                     | —                     | —      | —      | 38       | 29       |
| Manchester United | 1957–58  | 21                    | 8                     | —       | —       | —                     | —                     | —      | —      | 21       | 8        |
| Manchester United | 1956–57  | 14                    | 10                    | —       | —       | —                     | —                     | —      | —      | 14       | 10       |
| Manchester United | 1955–56  | 0                     | 0                     | —       | —       | —                     | —                     | —      | —      | 0        | 0        |
| Manchester United | Összesen | 606                   | 199                   | —       | —       | —                     | —                     | —      | —      | 606      | 199      |
| Összesen          |          | 675                   | 225                   | —       | —       | —                     | —                     | —      | —      | 675      | 225      |